# Drogobycza
Drogobycza (niem. Drogobitsch) – wieś sołecka w Polsce położona w województwie śląskim, w powiecie lublinieckim, w gminie Woźniki.
Do sołectwa należą także osady Niwy i Okrąglik.

## Historia
Dawna osada nadgraniczna. W początkach XIX wieku zwana od przepływającego obok granicznego potoku Zimną Wodą (1807). Stara legenda mówi, że nazwa miejscowości – Drogobycza – pochodzi od potocznego określenie drogi, którą pędzono byki (bydło) z Polski przez Śląsk na Węgry. Dlatego też od byczej drogi powstała Drogobycza. Inni nazwę wywodzą od słów przeprawiających się przez granicę polsko-śląskich żydowskich kupców, którzy mieli zwyczaj mówić, że w przygranicznej karczmie w Zimnej Wodzie były bardzo "słone ceny", czyli "drogo byczy". Z biegiem czasu w celu odróżnienia dwóch miejscowości, Śląską osadę zaczęto nazywać Drogobyczą. W czasie potopu szwedzkiego przez Drogobyczę ze skarbami uciekało dwóch mężczyzn. Po przejściu granicy, jeden z nich, ukrył skarb w polu i postawił tam drewniany krzyż. Z biegiem lat krzyż zmurszał i runął i nikt nie wzniósł tam nowego. Po latach próbowano odnaleźć ten skarb, ale do dziś to się nie udało.

## Transport
Przez wieś przebiegają dwie drogi wojewódzkie:
nr 912 Gliwice – Częstochowa
nr 908 Bytom – Częstochowa